# Félix Vicq d'Azyr

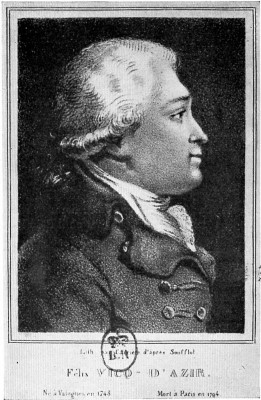
Félix Vicq d'Azyr

Félix Vicq d'Azyr (Valognes, 23 april 1748 - Parijs, 20 juni 1794) was een Frans arts, anatoom en dierenarts.

## Levensloop
Vicq d'Azyr werd geboren in Valognes in Normandië als zoon van een arts. Hij studeerde in Valognes en in Caen. In 1765 trok hij naar Parijs om geneeskunde te studeren. In 1773 gaf hij lessen in de vergelijkende anatomie in de Jardin des Plantes en oogstte hiervoor veel bijval. Hij schreef ook een artikel over deze nieuwe discipline voor de Encyclopédie méthodique. In 1774 behaalde hij zijn doctoraat en werd hij opgenomen in Académie des Sciences. In 1775 werd hij naar het zuidwesten van Frankrijk gestuurd om een epidemie onder dieren te bestrijden. Daar ontwikkelde hij nieuwe ideeën over de verspreiding van besmettelijke ziekten. Terug in Parijs werd hij in 1778 aangesteld als secretaris van de nieuw opgerichte Société royale de Médecine. Van zijn hand verschenen verschillende publicaties in de domeinen van de menselijke en dierlijke biologie. Hij voerde onderzoeken naar het menselijk brein en zijn essay hierover viel op door zijn originaliteit en precieze beschrijvingen. Als epidemioloog raadde hij aan om begraafplaatsen uit het centrum van de steden te verwijderen. Hij werd professor vergelijkende anatomie aan de École royale vétérinaire d'Alfort.
Wegens de literaire kwaliteiten van zijn geschriften en zijn welsprekendheid werd hij in 1788 opgenomen in de Académie française als opvolger van Georges-Louis Leclerc de Buffon.
Vicq d'Azyr werd in 1789 de lijfarts van koningin Marie-Antoinette. Dit maakte hem verdacht tijdens de Terreur, ook al was hij eerder een voorstander van de revolutie. In 1790 had hij voor de Assemblée Nationale een plan voor het geneeskundeonderwijs uit de doeken gedaan. Hij trok zich tijdens de Terreur terug in Valognes maar keerde al snel terug naar Parijs. Daar overleed hij in 1794 aan een ziekte.